# Lac Tourbillon
Le lac Tourbillon est un lac situé à la frontière entre l'arrondissement de Beauport (Québec) et la municipalité de Lac-Beauport. 

## Géographie

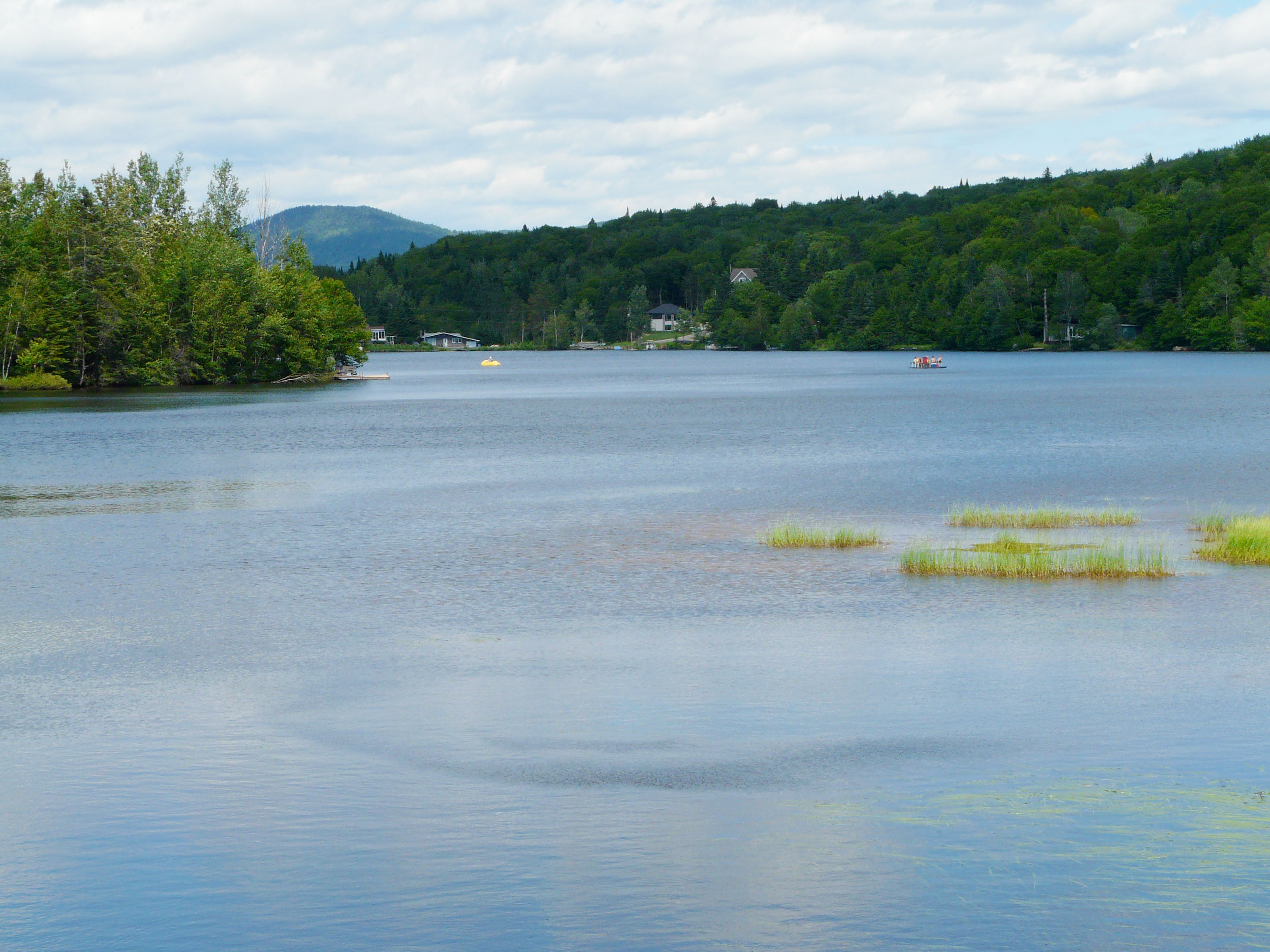
Lac Tourbillon

Le lac a une superficie de 160 129 m3. Sa longueur est d'environ 770 m et sa largeur de 200 m. Sa profondeur moyenne est de 1,73 mètres. Elle atteint au maximum 3,44 mètres. Le secteur Est du lac est le plus profond. Son exutoire, le ruisseau Lamothe, se déverse dans le ruisseau Euclide, un affluent de la rivière Montmorency.
L’état trophique du lac est situé dans la zone de transition oligo-mésotrophe. L'omble de fontaine est présent dans le lac et serait en surexploitation,.

## Histoire
Le lac est nommé en référence au mont Tourbillon qui le surplombe au nord. Son nom est officialisé par la Commission de toponymie le 23 décembre 1970.
Le lac Tourbillon est administrativement séparé entre Lac-Beauport (partie nord) et Québec (partie sud). En 2018, des résidents du littoral sud du lac insatisfaits de leurs services municipaux demandent que leurs terrains soient annexés à Lac-Beauport. Cette municipalité entame une démarche d'annexion de 791 hectares. Le conseil municipal de Québec, de son côté, refuse rapidement cette demande. L'année précédente, il avait proposé une superficie beaucoup moins vaste (37,3 hectares), proposition laissée sans suite par Lac-Beauport.